# Maderträsket
Maderträsket är en sjö i Sorsele kommun i Lappland och ingår i Umeälvens huvudavrinningsområde. Sjön har en area på 0,537 kvadratkilometer och ligger 338 meter över havet. Sjön avvattnas av vattendraget Madbäcken.

## Delavrinningsområde
Maderträsket ingår i det delavrinningsområde (727561-157233) som SMHI kallar för Utloppet av Maderträsket. Medelhöjden är 410 meter över havet och ytan är 14,65 kvadratkilometer. Det finns inga avrinningsområden uppströms utan avrinningsområdet är högsta punkten. Madbäcken som avvattnar avrinningsområdet har biflödesordning 3, vilket innebär att vattnet flödar genom totalt 3 vattendrag innan det når havet efter 312 kilometer. Avrinningsområdet består mestadels av skog (87 procent). Avrinningsområdet har 0,75 kvadratkilometer vattenytor vilket ger det en sjöprocent på 5,1 procent.